# Robert Grier Stephens

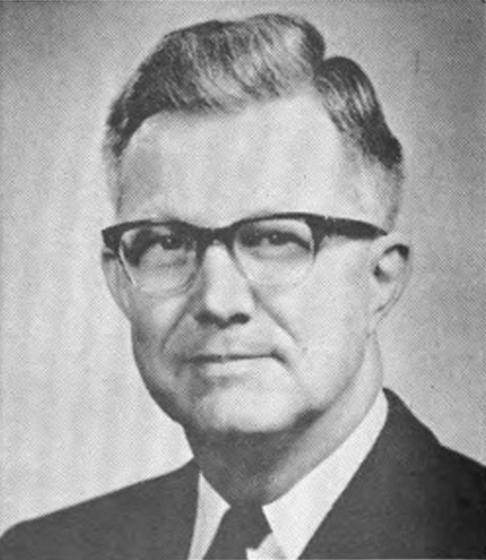
Robert Grier Stephens (1971)

Robert Grier Stephens (* 14. August 1913 in Atlanta, Georgia; † 20. Februar 2003 in Athens, Georgia) war ein US-amerikanischer Politiker. Zwischen 1961 und 1977 vertrat er den Bundesstaat Georgia im US-Repräsentantenhaus.

## Werdegang
Robert Stephens war ein Urgroßneffe von Alexander Hamilton Stephens (1812–1883) der Kongressabgeordneter, Gouverneur von Georgia sowie Vizepräsident der Konföderierten Staaten war. Er besuchte bis 1931 die Boys School in Atlanta und studierte danach bis 1937 an der University of Georgia in Athens. Zwischen 1935 und 1936 besuchte er auch die Universität Hamburg. Danach studierte Stephens bis 1941 an der Georgia Law School Jura. Zwischen 1941 und 1946 diente er während des Zweiten Weltkrieges in der US Army. Während der Nürnberger Prozesse gehörte er zum Stab von Richter Robert H. Jackson. Nach seiner Militärzeit praktizierte Stephens als Rechtsanwalt. Zwischen 1947 und 1950 war er juristischer Vertreter der Stadt Athens. Außerdem war er Fakultätsmitglied der University of Georgia.
Politisch war Stephens Mitglied der Demokratischen Partei. Zwischen 1951 und 1953 saß er im Senat von Georgia; von 1953 bis 1959 war er Abgeordneter im Repräsentantenhaus des Staates. Im Jahr 1964 war er Delegierter zur Democratic National Convention in Atlantic City, auf der Präsident Lyndon B. Johnson zur Wiederwahl nominiert wurde.
Bei den Kongresswahlen des Jahres 1960 wurde Stephens im zehnten Wahlbezirk von Georgia in das US-Repräsentantenhaus in Washington, D.C. gewählt, wo er am 3. Januar 1961 die Nachfolge von Paul Brown antrat. Nach sieben Wiederwahlen konnte er bis zum 3. Januar 1977 acht Legislaturperioden im Kongress absolvieren. In diese Zeit fielen unter anderem der Vietnamkrieg, die Bürgerrechtsbewegung und die Watergate-Affäre. Außerdem wurden damals die Verfassungszusätze 23 bis 26 verabschiedet.
1976 verzichtete Robert Stephens auf eine erneute Kandidatur für den Kongress. In den folgenden Jahren zog er sich aus der Politik zurück. Er starb am 20. Februar 2003 in Athens.